# Näcksjövarden
Näcksjövarden är ett naturreservat på 2 052 hektar och en av de så kallade varderna i Mora kommun och Dalarna. Hela området är täckt av gammal skog. Näcksjövarden är belägen 8 kilometer söder om Andljusvarden, på andra sidan Dyverdalen. Varden når 722 meter över havet. Den är utsatt på Terrängkartan Älvho 15E SV. 